# Каліський тур
Ка́ліський тур (пол. tur kaliski) — голова чорного бика (тура) із золотим кільцем носі, в золотій короні, на шаховоному червоно-срібному щиті. Герб Каліської землі Великопольського князівства. Відомий з XIV ст. Використовувався як герб Каліського воєводства Польського королівства (1314–1793), Каліського департаменту Варшавського герцогства (1807—1815), Каліського воєводства Польського царства (1816—1837), Каліського воєводств (1975–1998), Каліського повіту Великопольського воєводства Польщі. Був елементом гербів Польського королівства (1386–1501) і Кротошинського повіту Великопольського воєводства. Використовується у територіальній геральдиці Східної Великопольщі.

## Опис
- Зображений на великій печатці польського короля Ягайла (1389). Замість корони над головою тура розміщена лілія.
- Фігурує у «Гербовнику Золотого Руна» (1430—1461) у групі гербів шляхти Польського королівства, між мазовецьким орлом і львівським левом: у шахованому червоно-срібному полі чорна туряча голова із золотим кільцем у носі, золотими рогами і короною. Над гербом підпис: le seigneur de Polanie (господар Польщі)[1].
- Описується в «Клейнодах» (1464–1480) Яна Длугоша як буйвол: (лат. Calisiensis terra quarta in ordine, que caput zambronis coronatum, circulo ex naribus pendente, in tabula scacali portat in campo partim albo partim rubeo.)[2].
- У мініатюрі в статуті Ласького 1506 року намальований як один із земельних гербів Польського королівства: у шахованому червоно-золотому щиті чорна голова тура із золотим кільцем у носі й короною.

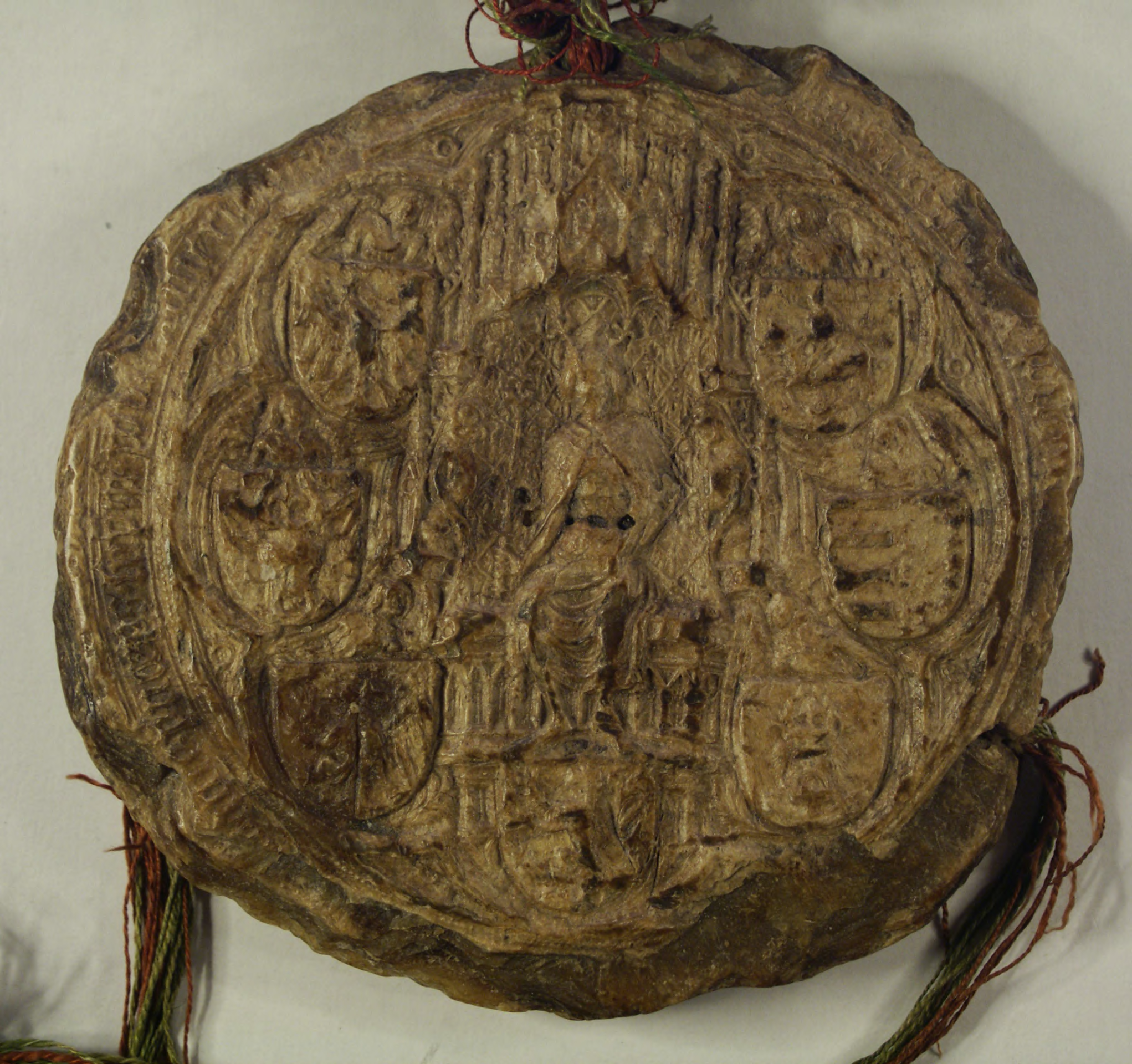
Печатка Ягайла 1389
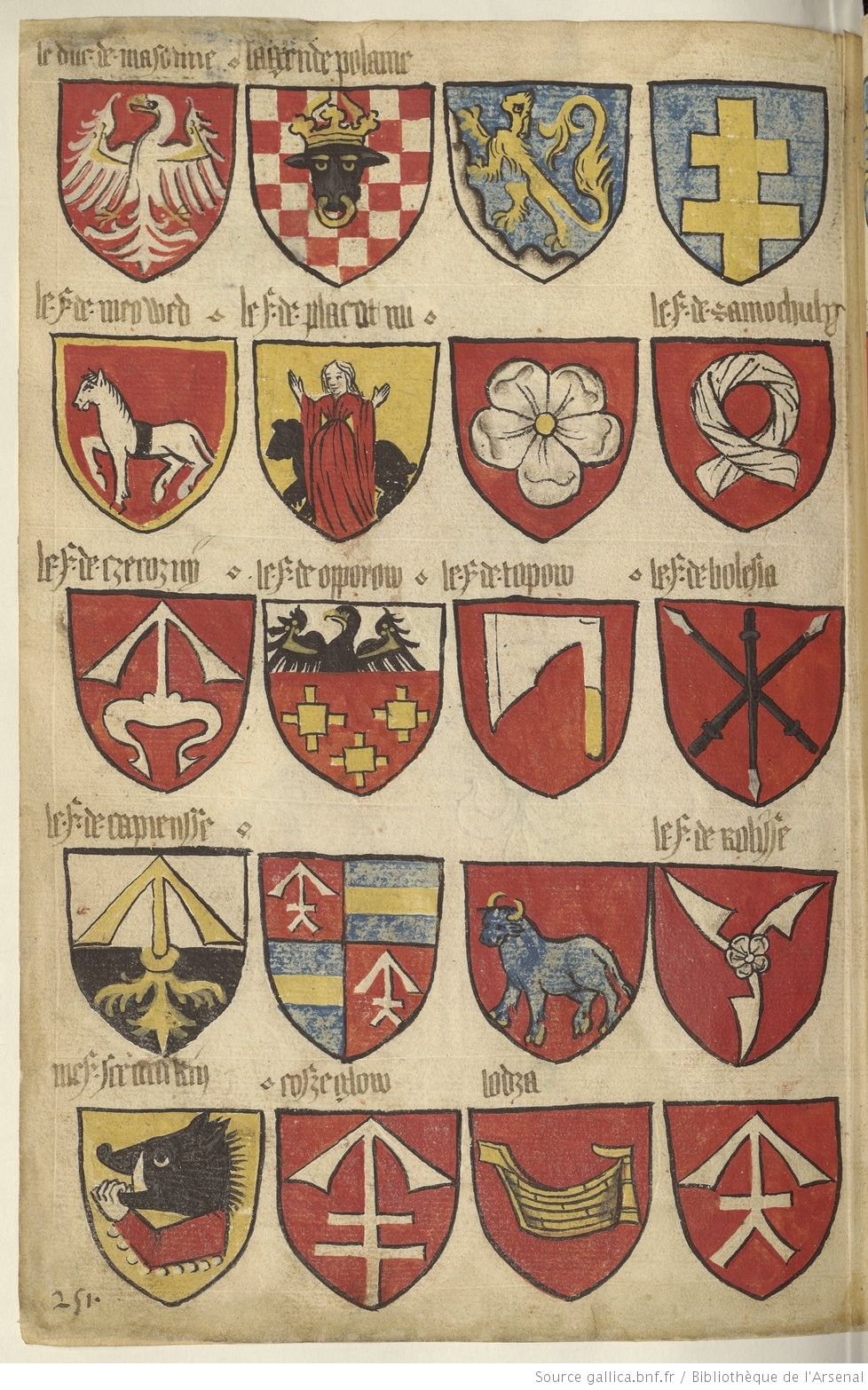
Гербовник руна 1430—1461
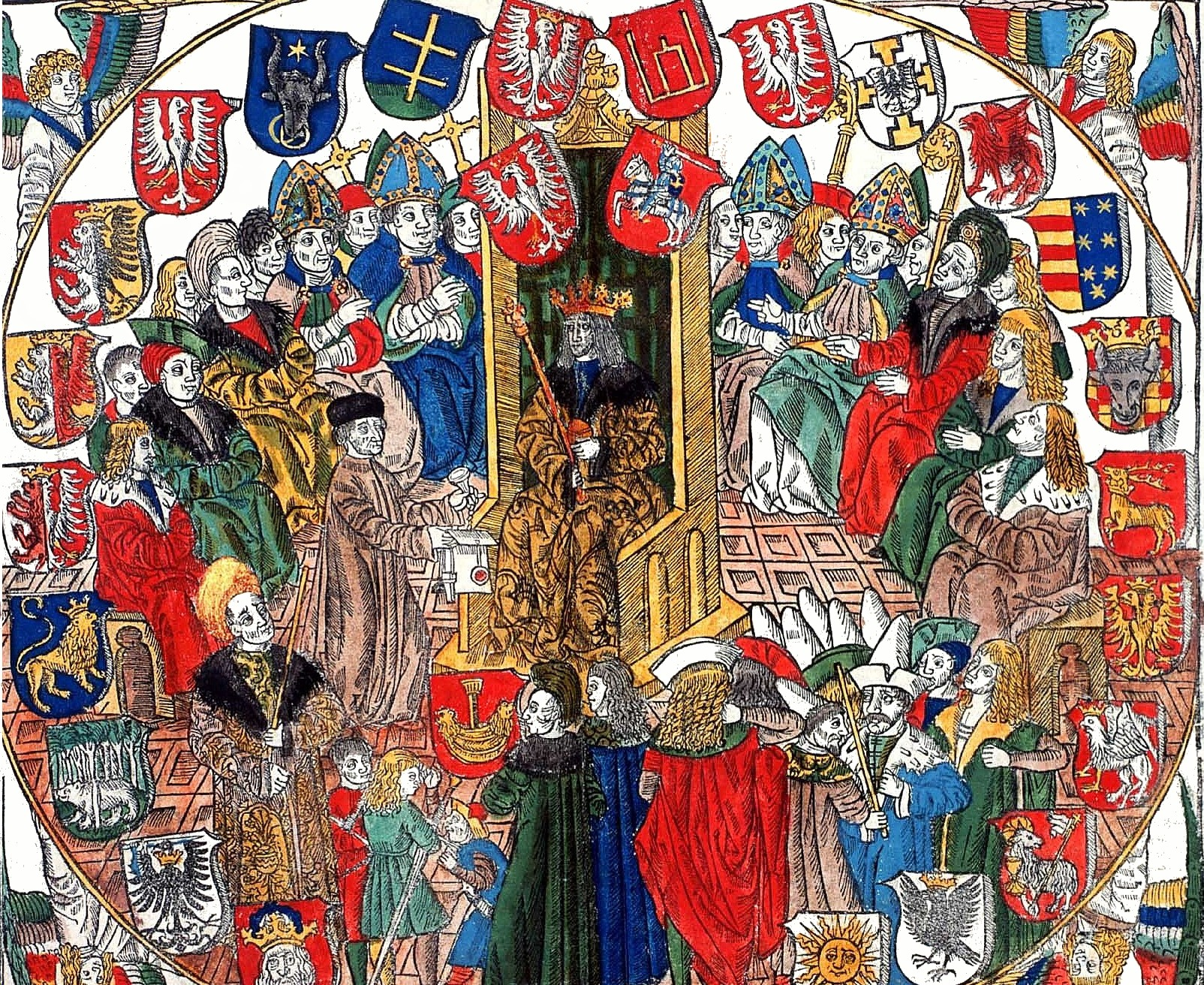
Статут 1506
Каліське воєводство 1816—1837
Каліський повіт
Кротошинський повіт